# Fjällmurarbi
Fjällmurarbi (Osmia svenssoni) är ett solitärt bi i familjen buksamlarbin som endast lever i fjällområdena på Nordkalotten. Det har fått sitt vetenskapliga namn efter den svenske stekelforskaren Bo G. Svensson.

## Utseende
Ett robust murarbi med svart grundfärg och päls som är rödbrun på ryggen, svart på bakkroppen och sidorna. På buken har honan svarta pollensamlingshår. Kroppslängden uppgår till 9 till 10 mm.

## Ekologi
Litet är känt om arten på grund av dess extrema sällsynthet. Emellertid hör arten tillsammans med den alplevande arten Osmia steinmanni och den nordamerikanska arten Osmia aquilonaria till en grupp alpina murarbin med mycket likartat levnadssätt, och iakttagelser av dessa arter gör det troligt att fjällmurarbiet lever på blomrika fjällhedar och -ängar, samt att dess värdväxter utgörs av blommor från flera olika familjer (till skillnad från vad som är fallet för många andra buksamlarbin tros alltså inte arten vara specialiserad på någon enstaka växtfamilj). Boet anläggs förmodligen under stenar (detta var fallet för det enda påträffade, svenska boet, som hittades 1975).

## Utbredning
I Sverige har fjällmurarbiet endast påträffats en gång i Abisko i Lappland. I övrigt förekommer det mycket sällsynt i fjällområdena i Finland och Ryssland.

## Status i Skandinavien
På grund av att arten är så sällsynt har dess svenska status inte kunnat fastställas, utan den är klassificerad under kunskapsbrist ("DD"). I Finland är den rödlistad som nära hotad ("NT").